# Alejandro Rubén Capurro
 (octobre 2014).
Pour les articles homonymes, voir Capurro (homonymie).
Alejandro Rubén Capurro (né le 31 octobre 1980 à San Lorenzo en Argentine) est un footballeur argentin qui joue au poste de milieu de terrain. Il joue actuellement pour CA Colón De Santa Fe en Argentine.
Capurro a commencé sa carrière chez CA Colón De Santa Fe dans la Primera División d'Argentine en 1999. Il a joué pour eux jusqu'en 2006, lorsque lui et son coéquipier Franco Cángele de Colón ont été prêtés à Sakaryaspor en 2006.